# Сеуни (Каљари)
Сеуни је насеље у Италији у округу Каљари, региону Сардинија.
Према процени из 2011. у насељу је живело 158 становника. Насеље се налази на надморској висини од 334 м.